# Йов Кондзелевич
Йов Кондзеле́вич (1667, Жовква — між 24 травнем 1740 і 27 січнем 1748) — український іконописець, спочатку православний, а пізніше — греко-католицький ієромонах.

## Життєпис

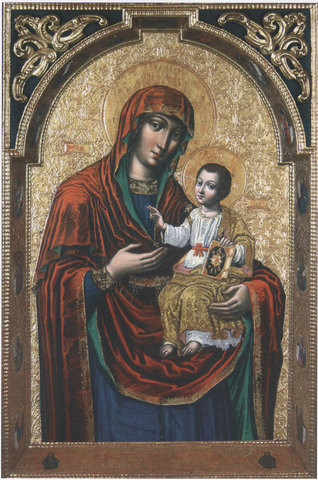
Богородиця-Дороговказниця

Йов Кондзеле́вич народився у 1667 році у Жовкві. У молоді роки переїхав на Волинь, де жив спочатку у Луцьку (де він, можливо, викладав у братській школі), а потім більшу частину свого життя провів у Білостоцькому монастирі, заснованому у 1636 році луцьким земським писарем Семеном Гулевичем-Воютинським. До XVIII століття цей монастир вважався оплотом православ'я і був єпископською резиденцією. При монастирі існувало училище для дітей. І все ж, основним заняттям Кондзелевича був іконопис, хоча є деякі намагання приписати йому ряд портретів. В 1710 році в акті обрання єпископа на Луцьку православну кафедру він згадується як ігумен Луцького Хресто-Воздвиженського братства, а в 1713 році його повторно обирають на цю посаду, оскільки монастир приєднався до Берестейської унії. Точна дата смерті Йова Кондзеле́вича невідома: за різними джерелами, він помер у період між 24 травня 1740 і 27 січня 1748 року).

## Творчість
Одним із найперших творів митця вважають фрагменти іконостаса Білостоцького монастиря, що складаються із зображень шести апостолів та ікони «Успіння Богородиці».
В 1690-ті Йов Кондзелевич працював над так званими Городищенським та Локачівським іконостасами на території Волині. З цих іконостасів збереглися ікони «Христос-Пантократор», «Спокуса Христа» та одвірки дияконських і Царських воріт (Городищенський іконостас) та зображення пророків (Локачівський іконостас) (Зберігаються в Музеї Волинської ікони в Луцьку).

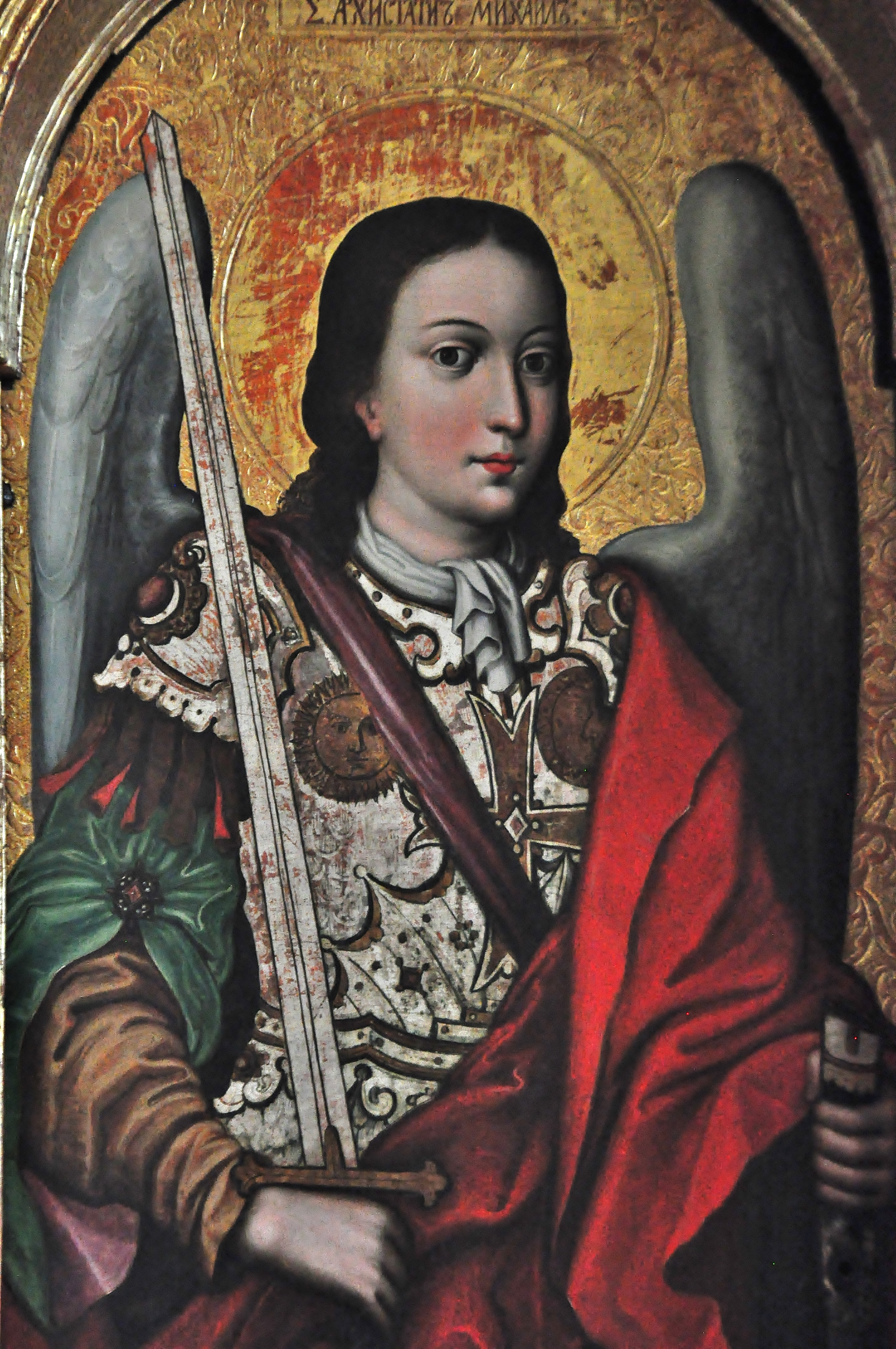
Ікона Архангела Михаїла з Богородчанського іконостасу

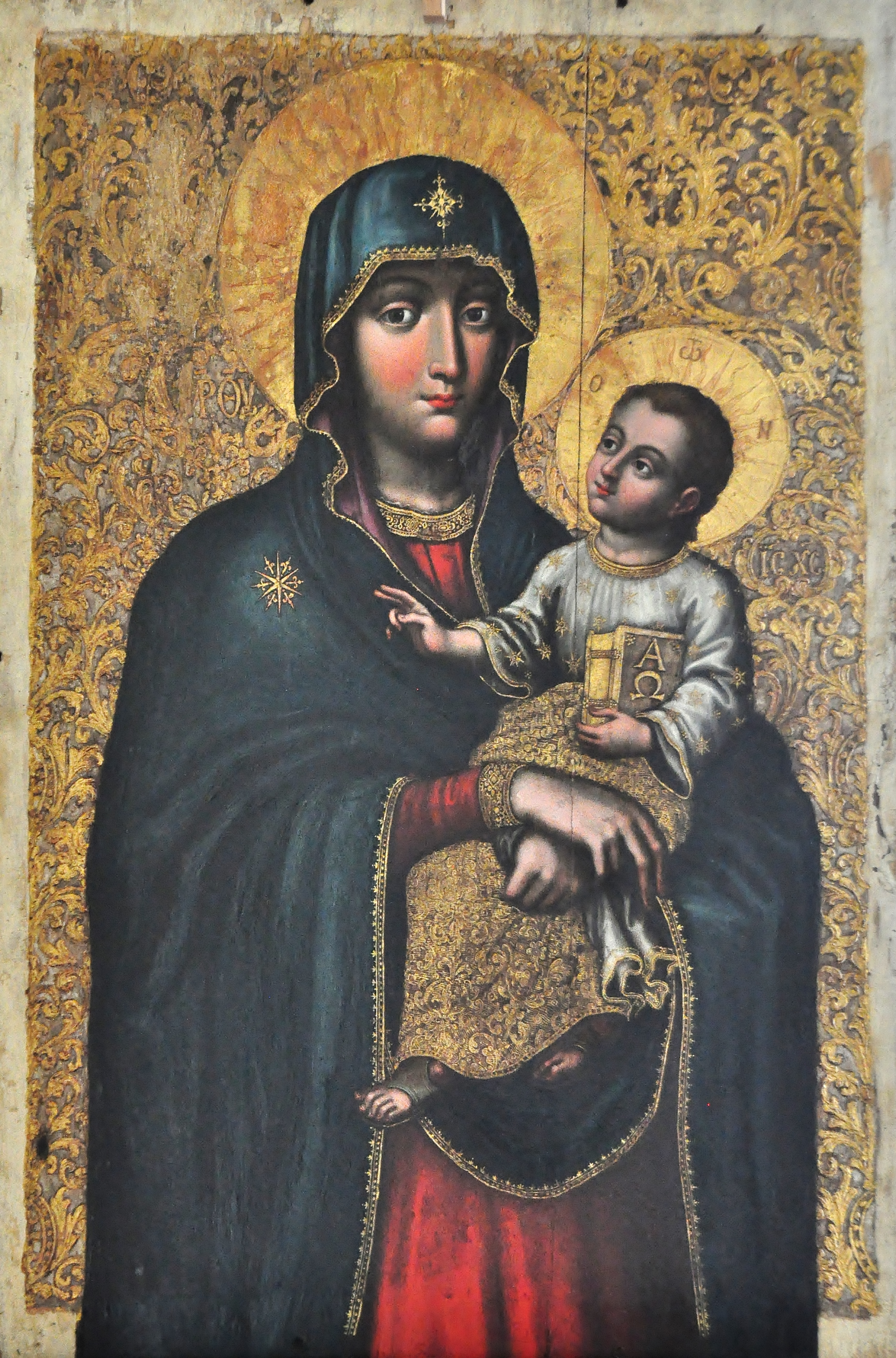
Ікона Богородиці з дитям з іконостасу церкви Загоровського монастиря с. Вощатин, Волинь. 1722 рік. Дошка липова, олія

Також Йову Кондзелевичу можливо належить авторство ще двох ікон — «Богородиця-Замилування» та «Зішестя Святого Духа» створених в 1690-тих рр., які знаходяться в церкві Св. Михаїла в с. Білосток (колишній Білостоцький монастир)
У 1696 р. Кондзелевич виконує кіот для Чудотворної ікони Загорівської Божої Матерів для Загорівського монастиря на території Волині із зображеннями «Іоакима та Анни», «Старозаповітньої Трійці», «Хрещення в Йордані», «Мучениці Варвари», «Мучениці Катерини» та «Спаса Нерукотворного» (Зберігається в Національному музеї у Львові ім. А. Шептицького).
В 1698–1705 рр. він на чолі групи іконописців працював над іконостасом для Скиту Манявського. У цьому іконостасі, відомому тепер під назвою «Богородчанський іконостас» (зберігається з 1924 р. в Національному музеї у Львові ім. А. Шептицького), згідно з підписами та манерою письма, Кондзелевичу належать великі намісні образи «Успіння Богородиці» та «Вознесіння Христове» (ікона підписана Йовом Кондзелевичем і датована 1705 р.), «Христос-Учитель» (ікона також підписана Йовом Кондзелевичем і датована 1698 р.) та «Богородиця-Одигітрія», «Святі Антоній і Феодосій Печерські», храмова ікона «Воздвиження Чесного Хреста» Архістратига Михаїла та Архангела Гавриїла на дияконських дверях, зображення Св. Івана Золотоустого та Св. Василія Великого на одвірках Царських воріт, ікон «Тайна вечеря», «Розп'яття», «Знамення Богородиці», «Моління про чашу», «Старозаповітна Трійця», «Моління» (Деісіс), та ікон апостольського і пророчого ряду. Окрім того Йов Кондзелевич очевидно є автором декількох іконних зображень на пределах іконостаса та на обрамленні («Христос в Никодима», «Спокуса Христа», «Христос в Емаусі», «Христос і самарянка», «Спас Нерукотворний» і інших)
Іконостас відреставрований в 1997—2005 роках у Львівській філії Національного науково-дослідного реставраційного центру України і частково експонований в залах Національного музею у Львові ім. А. Шептицького.
Також окрім великої роботи над іконостасом для Скиту Манявського, Йов Кондзелевич, працював ще над декількома іконописними творами, виконаними як для Великого Скиту в Маняві, так і для його філіальних монастирів в Карпатському реґіоні Галичини та, можливо, Буковини. Серед згаданих робіт треба найперше назвати підписну та датовану ікону (1704 р.) «Христос-Учитель» з церкви Покрови села Вільшаниця біля Тисмениці, портрет єрусалимського патріарха Якова із церкви Успіння Пресвятої Богородиці в с. Горожанка, а також ікону «Святий Миколай», датовану орієнтовно 1504 р., відновлену у 1698 р. Йовом Кондзелевичем, яка тепер зберігається в монастирі м. Сучавиці, в румунській частині Буковини. Також можливо, Йов Кондзелевич працював над втраченим тепер іконостасом для церкви Воскресіння в селі Свистільники (тепер Світанок), поблизу Рогатина, де на іконах був підпис маляра Йова й дата «1704 р.». Очевидно цей іконостас створено для збудованої 1699 р. на замовлення місцевого шляхтича О. Свистельницького дерев'яної церкви. Іконостас згорів разом із церквою в 1916 р. під час Першої світової війни
У 1722 р. художник брав участь у роботі над іконостасом для Загорівського монастиря (також відомий як Вощатинський іконостас), де його пензлю, на думку Бориса Возницького, належить дияконські двері із зображенням Архістратига Михаїла та Ангела-Охоронця, ікони «Різдво Богородиці», «Введення в храм» та «Нерукотворний Спас».(Зберігається в Національному музеї у Львові ім. А. Шептицького). Окрім того зважаючи на стилістичні та художні особливості, Йову Кондзелевичу належить авторство намісних ікон «Богородиця-Одигітрія», «Христос-Учитель», частини ікон апостольського та пророчого рядів, та центральної ікони іконостаса «Моління» (Деісіс), на якій і присутня дата створення іконостаса — 1722.
Перебуваваючи у Луцькому монастирі Хрестовоздвиженського братства, Йов Кондзелевич можливо створив згорілий в 1821 році іконостас для церкви братського монастиря, опис якого засвідчує його високу якість виконання
Існує також підписний вівтар для мініатюрної ікони «Богородиця-Одигітрія» в церкві Св. Козьми і Даміана в с. Махнівці Золочівського району на Львівщині. Вівтар створений на замовлення єпископа Луцького та Острозького Йосифа Виговського, внука гетьмана Івана Виговського в період із 1715—1730 роках Напис на цьому вівтарі свідчить: «Цей вівтар прикрасив коштом своїм його милість Йосиф Виговський, єпископ Луцький і Острозький, за відпущення гріхів своїх прабатьків і батьків, написався рукою недостойного Йова Кондзелевича, монаха монастиря Білостоцького».

У 1737 році майстер створив свою останню роботу «Розп'яття» з церкви в с. Чернчиці біля Луцька (Зберігається в Національному музеї у Львові ім. А. Шептицького). Ця ікона є датованою та підписною: 
|  | «Сей образ написася въ сто обители Бълостоцкой рукою смиренного ієромонаха Іова коштом раба Божія Стефана Герасимович со женою своєю Агафъею з Кучкаровца. Офъеровали до Церкви святого Спаса Черцицкой Ради Спасенія. Року Божія 1737». |

Останньою згадкою про Йова Кондзелевича, що дає можливість приблизно визначити час його смерті, є інвентар монастиря в місті Дубно, датований 27 січня 1748 року, де йдеться про намісні ікони «руки небіжчика Йова» з іконостаса в монастирській церкві Св. Георгія.. Таким чином можна припустити, що Йов Кондзелевич помер десь між 24 травня 1740 року і 27 січня 1748 року, проживши понад 73 роки багатого на події та мистецькі звершення життя.